# The Memory of Trees
The Memory of Trees là album phòng thu thứ tư của ca sĩ kiêm sáng tác nhạc người Ireland Enya, phát hành ngày 20 tháng 11 năm 1995 bởi WEA và Reprise Records. Sau khi kết thúc quá trình quảng bá cho album phòng thu trước Shepherd Moons (1991) và sáng tác nhạc cho một số bộ phim, Enya nghỉ ngơi một thời gian ngắn trước khi thực hiện đĩa nhạc tiếp theo vào năm 1993 với những cộng sự lâu năm của cô như nhà sản xuất Nicky Ryan và vợ ông, nhà viết lời Roma Ryan. Đây là album đầu tiên của Enya được thu âm hoàn toàn tại Ireland và lồng ghép những câu chuyện về thần thoại Druid và Ireland, cũng như chủ đề về quê hương, hành trình, tôn giáo, ước mơ và tình yêu. Nữ ca sĩ tiếp tục theo đuổi phong cách xử lý qua nhiều lớp trong giọng hát và kết hợp phong cách âm nhạc new-age và nhạc Celtic, mặc dù cô không coi âm nhạc của bản thân thuộc thể loại sau. 
Tương tự như những album trước, Enya hát bằng nhiều ngôn ngữ khác nhau trong The Memory of Trees, bao gồm tiếng Anh, tiếng Ireland, tiếng Latinh và tiếng Tây Ban Nha. Sau khi phát hành, album nhận được những phản ứng tích cực từ các nhà phê bình âm nhạc, trong đó họ đánh giá cao chất giọng của Enya và khâu sản xuất của Ryan, đồng thời hoan nghênh việc tiếp nối công thức thành công trong âm nhạc của nữ ca sĩ. Ngoài ra, đĩa nhạc còn giúp cô chiến thắng giải Grammy thứ hai trong sự nghiệp ở hạng mục Album new age xuất sắc nhất tại lễ trao giải thường niên lần thứ 39. The Memory of Trees cũng gặt hái những thành công đáng kể về mặt thương mại khi đứng đầu các bảng xếp hạng tại Úc, Hà Lan, Ireland, Na Uy, Tây Ban Nha và Thụy Điển, đồng thời lọt vào top 10 ở hầu hết những thị trường khác, bao gồm vươn đến top 5 ở Áo, Canada, Đức, Ý, New Zealand, Thụy Sĩ và Vương quốc Anh.
The Memory of Trees đạt vị trí thứ chín trên bảng xếp hạng Billboard 200, trở thành album đầu tiên của nữ ca sĩ vươn đến top 10 tại Hoa Kỳ và thống trị bảng xếp hạng Billboard New Age Albums trong 37 tuần. Đĩa nhạc sau đó được chứng nhận ba đĩa Bạch kim bởi Hiệp hội Công nghiệp Ghi âm Hoa Kỳ (RIAA). Hai đĩa đơn đã được phát hành từ album, với đĩa đơn mở đường "Anywhere Is" lọt vào top 10 ở một số quốc gia như Áo, Ireland và Vương quốc Anh, trong khi đĩa đơn còn lại "On My Way Home" chỉ đạt được những thành tích ít ỏi. Để quảng bá album, nữ ca sĩ xuất hiện và trình diễn trên một số chương trình truyền hình và lễ trao giải lớn, bao gồm Top of the Pops và Hey Hey It’s Saturday. Tính đến nay, The Memory of Trees đã bán được hơn bảy triệu bản trên toàn cầu, và là một trong những album nhạc new-age bán chạy nhất trong lịch sử.

## Danh sách bài hát
Tất cả những bài hát do Enya sáng tác, trong khi phần biên soạn do Enya và Nicky Ryan phụ trách. Tất cả lời bài hát được chắp bút bởi Roma Ryan.
| The Memory of Trees – Phiên bản tiêu chuẩn | The Memory of Trees – Phiên bản tiêu chuẩn | The Memory of Trees – Phiên bản tiêu chuẩn |
| STT                                        | Nhan đề                                    | Thời lượng                                 |
| ------------------------------------------ | ------------------------------------------ | ------------------------------------------ |
| 1.                                         | "The Memory of Trees"                      | 4:19                                       |
| 2.                                         | "Anywhere Is"                              | 3:58                                       |
| 3.                                         | "Pax Deorum"                               | 4:59                                       |
| 4.                                         | "Athair Ar Neamh"                          | 3:42                                       |
| 5.                                         | "From Where I Am"                          | 2:22                                       |
| 6.                                         | "China Roses"                              | 4:49                                       |
| 7.                                         | "Hope Has a Place"                         | 4:48                                       |
| 8.                                         | "Tea-House Moon"                           | 2:43                                       |
| 9.                                         | "Once You Had Gold"                        | 3:18                                       |
| 10.                                        | "La Soñadora"                              | 3:38                                       |
| 11.                                        | "On My Way Home"                           | 5:09                                       |
| Tổng thời lượng:                           | Tổng thời lượng:                           | 43:50                                      |

| The Memory of Trees – Phiên bản tại Nhật Bản (bản nhạc bổ sung) | The Memory of Trees – Phiên bản tại Nhật Bản (bản nhạc bổ sung) | The Memory of Trees – Phiên bản tại Nhật Bản (bản nhạc bổ sung) |
| STT                                                             | Nhan đề                                                         | Thời lượng                                                      |
| --------------------------------------------------------------- | --------------------------------------------------------------- | --------------------------------------------------------------- |
| 12.                                                             | "Oriel Window"                                                  | 2:22                                                            |

| The Memory of Trees – Phiên bản tái phát hành năm 2009 tại Nhật Bản (bản nhạc bổ sung) | The Memory of Trees – Phiên bản tái phát hành năm 2009 tại Nhật Bản (bản nhạc bổ sung) | The Memory of Trees – Phiên bản tái phát hành năm 2009 tại Nhật Bản (bản nhạc bổ sung) |
| STT                                                                                    | Nhan đề                                                                                | Thời lượng                                                                             |
| -------------------------------------------------------------------------------------- | -------------------------------------------------------------------------------------- | -------------------------------------------------------------------------------------- |
| 12.                                                                                    | "Anywhere Is" (bản đĩa đơn)                                                            | 3:48                                                                                   |
| 13.                                                                                    | "On My Way Home" (remix)                                                               | 3:38                                                                                   |
| 14.                                                                                    | "I May Not Awaken"                                                                     | 4:23                                                                                   |

## Xếp hạng
| Bảng xếp hạng (1995–1996)                | Vị trí cao nhất |
| ---------------------------------------- | --------------- |
| Album Úc (ARIA)                          | 1               |
| Album Áo (Ö3 Austria)                    | 3               |
| Album Bỉ (Ultratop Vlaanderen)           | 3               |
| Album Bỉ (Ultratop Wallonie)             | 6               |
| Canada Top Albums/CDs (RPM)              | 4               |
| Album Hà Lan (Album Top 100)             | 1               |
| Album Châu Âu (Music & Media)            | 2               |
| Album Phần Lan (Suomen virallinen lista) | 11              |
| Album Đức (Offizielle Top 100)           | 4               |
| Album Ireland (IRMA)                     | 1               |
| Album Ý (FIMI)                           | 4               |
| Album Nhật Bản (Billboard Japan)         | 10              |
| Album Nhật Bản (Oricon)                  | 15              |
| Album New Zealand (RMNZ)                 | 3               |
| Album Na Uy (VG-lista)                   | 1               |
| Album Tây Ban Nha (PROMUSICAE)           | 1               |
| Album Thụy Điển (Sverigetopplistan)      | 1               |
| Album Thụy Sĩ (Schweizer Hitparade)      | 3               |
| Album Anh Quốc (OCC)                     | 5               |
| Album Hoa Kỳ Billboard 200               | 9               |
| Hoa Kỳ New Age Albums (Billboard)        | 1               |

| Bảng xếp hạng (1995)                | Vị trí |
| ----------------------------------- | ------ |
| Album Úc (ARIA)                     | 17     |
| Album Bỉ (Ultratop Flanders)        | 25     |
| Album Hà Lan (Album Top 100)        | 60     |
| Album Thụy Điển (Sverigetopplistan) | 9      |
| Album Anh Quốc (OCC)                | 20     |
| Bảng xếp hạng (1996)                | Vị trí |
| Album Úc (ARIA)                     | 11     |
| Album Áo (Ö3 Austria)               | 22     |
| Album Canada (RPM)                  | 48     |
| Album Hà Lan (Album Top 100)        | 32     |
| Album Châu Âu (Music & Media)       | 9      |
| Album Đức (Offizielle Top 100)      | 23     |
| Album New Zealand (RMNZ)            | 50     |
| Album Thụy Điển (Sverigetopplistan) | 24     |
| Album Thụy Sĩ (Schweizer Hitparade) | 28     |
| Album Anh Quốc (OCC)                | 61     |
| Hoa Kỳ Billboard 200                | 31     |
| Hoa Kỳ New Age Albums (Billboard)   | 2      |
| Bảng xếp hạng (1997)                | Vị trí |
| Hoa Kỳ New Age Albums (Billboard)   | 3      |

## Chứng nhận
| Quốc gia                                                                           | Chứng nhận  | Số đơn vị/doanh số chứng nhận |
| ---------------------------------------------------------------------------------- | ----------- | ----------------------------- |
| Argentina (CAPIF)                                                                  | Bạch kim    | 60.000^                       |
| Úc (ARIA)                                                                          | 4× Bạch kim | 280.000^                      |
| Áo (IFPI Áo)                                                                       | Bạch kim    | 50.000*                       |
| Bỉ (BEA)                                                                           | Bạch kim    | 50.000*                       |
| Brasil (Pro-Música Brasil)                                                         | Bạch kim    | 250.000*                      |
| Canada (Music Canada)                                                              | Bạch kim    | 100.000^                      |
| Phần Lan (Musiikkituottajat)                                                       | Vàng        | 21,714                        |
| Pháp (SNEP)                                                                        | Vàng        | 100.000*                      |
| Đức (BVMI)                                                                         | Vàng        | 250.000^                      |
| Ý (FIMI)                                                                           | —           | 250,000                       |
| Nhật Bản (RIAJ)                                                                    | 3× Bạch kim | 600.000^                      |
| México (AMPROFON)                                                                  | Vàng        | 20,000                        |
| Hà Lan (NVPI)                                                                      | Bạch kim    | 100.000^                      |
| New Zealand (RMNZ)                                                                 | Bạch kim    | 15.000^                       |
| Ba Lan (ZPAV)                                                                      | Vàng        | 50.000*                       |
| Tây Ban Nha (PROMUSICAE)                                                           | 3× Bạch kim | 300.000^                      |
| Thụy Điển (GLF)                                                                    | Bạch kim    | 100.000^                      |
| Anh Quốc (BPI)                                                                     | 2× Bạch kim | 600.000^                      |
| Hoa Kỳ (RIAA)                                                                      | 3× Bạch kim | 3.000.000^                    |
| Tổng hợp                                                                           |             |                               |
| Châu Âu (IFPI)                                                                     | 2× Bạch kim | 2.000.000*                    |
| * Chứng nhận dựa theo doanh số tiêu thụ. ^ Chứng nhận dựa theo doanh số nhập hàng. |             |                               |

## Lịch sử phát hành
| Khu vực  | Ngày              | Định dạng   | Hãng đĩa             |
| -------- | ----------------- | ----------- | -------------------- |
| Nhiều    | 20 tháng 11, 1995 | CD cassette | WEA                  |
| Hoa Kỳ   | 5 tháng 12, 1995  | CD cassette | Reprise              |
| Nhật Bản | 4 tháng 3, 2009   | CD          | Warner Music Japan   |
| Nhiều    | 11 tháng 11, 2016 | LP          | WEA Reprise Maverick |